# Hugo Luijten (scheidsrechter)
Hugo Luijten (Beek, 18 december 1957) is een Nederlands voormalig voetbalscheidsrechter die in de Eredivisie floot. Hij maakte zijn debuut in de hoogste afdeling op 22 september 1989 in het duel tussen Haarlem en BVV Den Bosch (2-0). Luijten deelde in die wedstrijd vier gele kaarten uit en wel aan André Stafleu, Michel Doesburg, Cees Baas en Rini van Roon.

## Interlands
| Datum         | Plaats          | Wedstrijd             | Uitslag | Competitie        | Kreeg geel | Kreeg voor de tweede keer geel en dus rood | Weggestuurd |
| ------------- | --------------- | --------------------- | ------- | ----------------- | ---------- | ------------------------------------------ | ----------- |
| 22 juli 1995  | Oslo, Noorwegen | Noorwegen – Frankrijk | 0 – 0   | Vriendschappelijk | 0          | 0                                          | 0           |
| 27 maart 1996 | Dublin, Ierland | Ierland – Rusland     | 0 – 2   | Vriendschappelijk | 0          | 0                                          | 1           |

Bijgewerkt t/m 5 februari 2019